# Прапор Рогатинського району
Пра́пор Рога́тинського райо́ну — офіційний символ Рогатинського району Івано-Франківської області, затверджений 10 вересня 2004 року рішенням 13 сесії Рогатинської районної ради IV скликання.

## Опис
Прапор являє собою прямокутне полотнище із співвідношенням сторін 2:3, розділене на 4 поля: жовте у формі трикутника (1/2 ширини прапора) з літерою «Р» синього кольору від древка, та три поля однакової ширини: синє зверху і знизу, біле — посередині. На білій смузі розміщені три блакитні корони.